# Trnasta dafina
Trnasta dafina (lat. Elaeagnus pungens), grmolika je biljka iz porodice Elaeagnaceae, rasprostranjena (autohtona) po Kini i Japanu. U Hrvatskoj je bila na popisu, ali je uklonjena s popisa vrsta.

## Opći opis
Elaeagnus pungens je zimzeleni grm koji naraste do 4 m (13 stopa) visine. Nije osjetljiv na mraz i uvezen je u neke zemlje Europe i jugoistok sjeverne Amerike. Lista tijekom cijele godine, cvate od studenog do veljače, a sjeme dozrijeva od travnja do svibnja. Vrsta je hermafrodit (ima i muške i ženske organe) i oprašuju je pčele.

## Stanište (tla)
Odgovaraju joj laka (pješčana), srednja (ilovasta) i teška (glinasta) tla, preferira dobro drenirano tlo i može rasti na teškim glinastim i nutritivno siromašnim tlima. Prikladan pH: blago kisela, neutralna i bazična (blago alkalna) tla. Može rasti u punoj sjeni (duboka šuma), polusjeni (svijetla šuma) ili bez sjene. Preferira suho ili vlažno tlo i podnosi sušu. Biljka može tolerirati izloženost moru. Ima sposobnost fiksacije dušika.

## Voće
Voće (plodovi) se jede sirovo ili kuhano. Otprilike je veličine velikog crnog ribiza, iako je sjeme također prilično veliko. Slabo kiselog okusa kada je potpuno zreo, ali opor ako se pojede nezreo. Može se pripremati u konzerve, pića itd. Ovalni plod dug je oko 15 mm. Sjeme sekoristi sirovo ili kuhano. Može se jesti s plodom iako je kućište sjemena prilično vlaknasto, s okusom koji nejasno podsjeća na kikiriki. Sjeme sadrži 42,2% proteina i 23,1% masti na bazi nulte vlažnosti.

## Medicinska upotreba
Plod mnogih pripadnika ovog roda vrlo je bogat izvor vitamina i minerala, posebice vitamina A, C i E, flavonoida i drugih bioaktivnih spojeva. Također je prilično dobar izvor esencijalnih masnih kiselina, što je prilično neobično za voće. Istražuje se kao hrana koja može smanjiti učestalost raka te kao sredstvo za zaustavljanje ili poništavanje rasta raka. Listovi i stabljike se pripremaju i koriste u liječenju astme, kašlja, proljeva, hemoroida itd. Sjeme se koristi za liječenje vodenastih proljeva. Korijen je adstringent i stavlja se na rane, svrbež kože itd.

## Vanjske poveznice
- (engl.) Elaeagnus pungens, pfaf.org